# Kürassier-Regiment „Kaiser Nikolaus I. von Russland“ (Brandenburgisches) Nr. 6

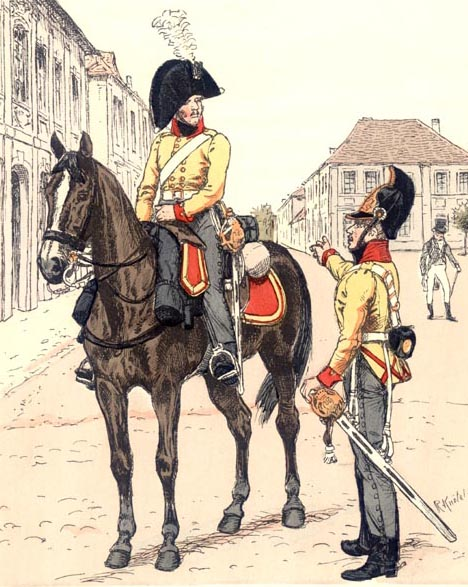
Kürassiere des Regiments im Juli und August 1809

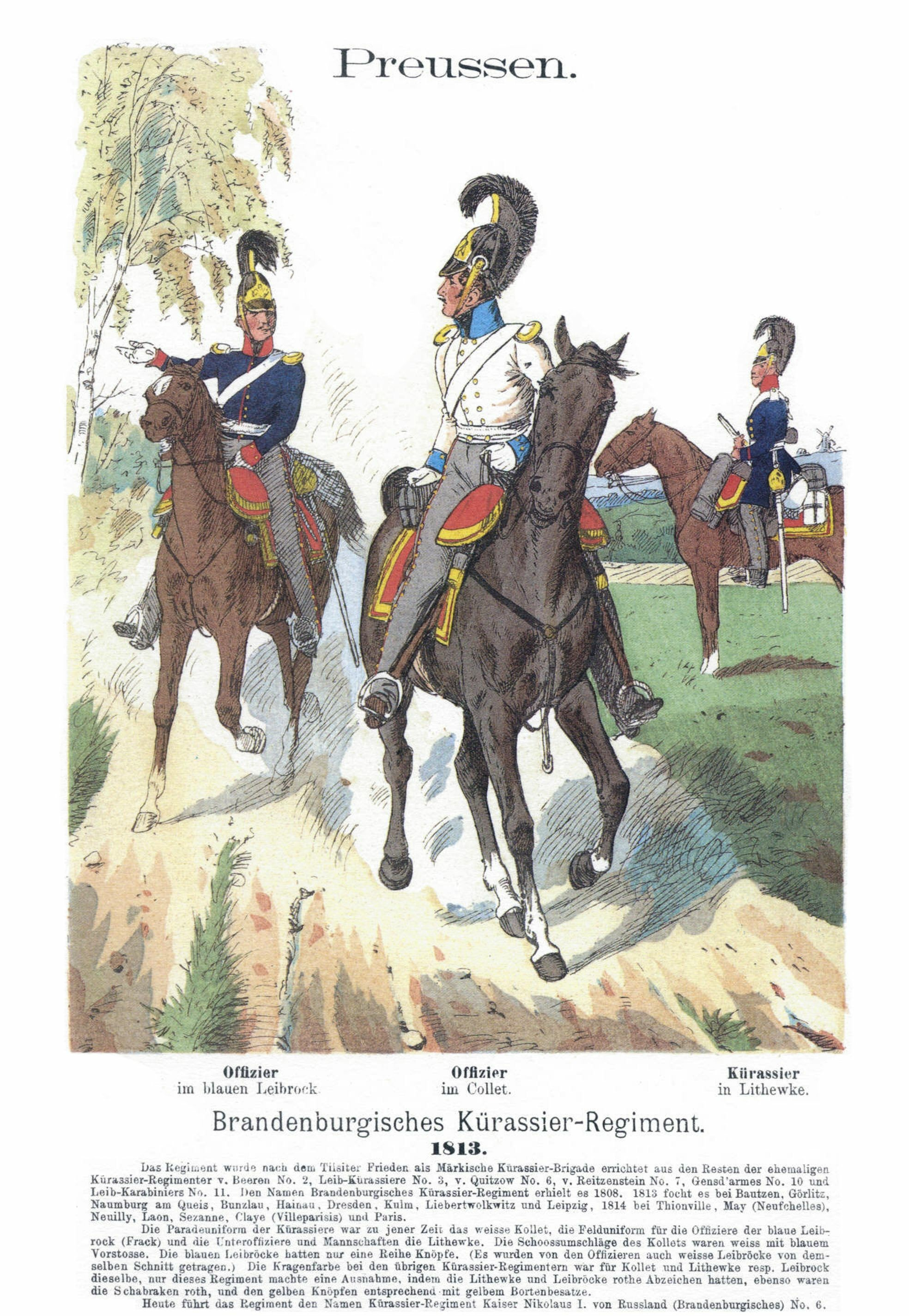
Offizier des Regiments 1813

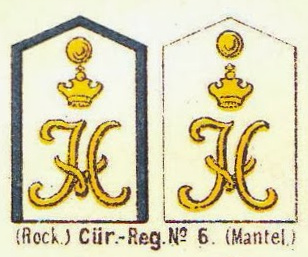
Schulterklappen mit dem kyrillischen N, darüber die Zarenkrone

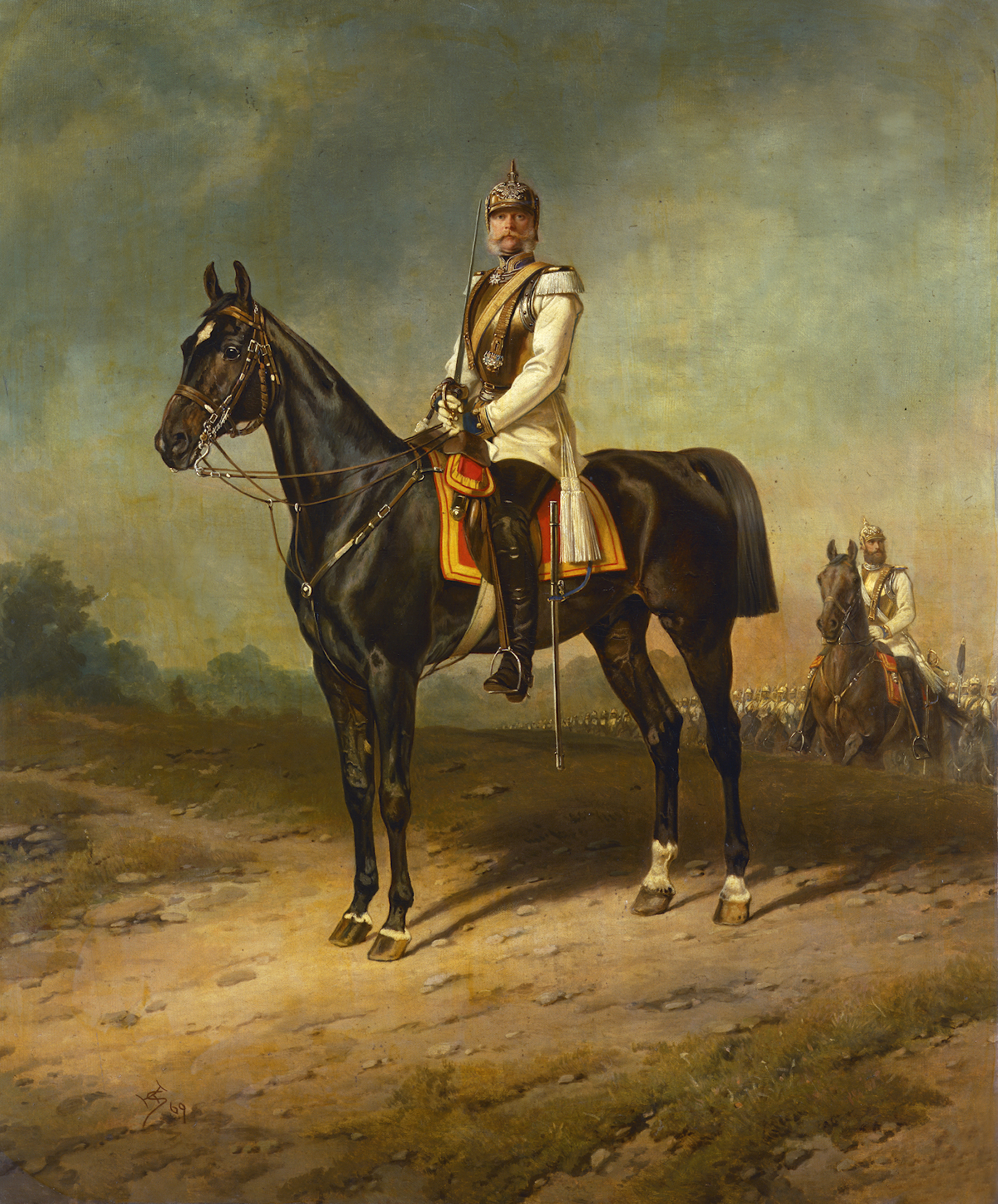
Oberst Alfred Bonaventura von Rauch als Kommandeur des Brandenburgischen Kürassier-Regiments; Ölgemälde von Theodor Schloepke (1869)

Das Kürassier-Regiment „Kaiser Nikolaus I. von Rußland“ (Brandenburgisches) Nr. 6 war eine Kavallerieverband der Preußischen Armee. 

## Verbandszugehörigkeit 1914
- III. Armee-Korps in Berlin – Kommandierender General: General der Infanterie Ewald von Lochow

6. Division in Brandenburg – Kommandeur: Generalleutnant Sigismund von Förster
6. Kavallerie-Brigade in Brandenburg - Kommandeur: Generalmajor Egon von Schmettow
- Regimentschef: Kaiser Nikolaus II. von Russland

## Geschichte

### Aufstellung

Kürassier-Kaserne in Brandenburg um 1881

Nach der Niederlage in der Schlacht bei Jena und Auerstedt war die Preußische Armee 1806 nahezu vernichtet und musste völlig neu formiert werden. Am 16. Oktober 1807 (Stiftungstag) stellte man in Tilsit eine sogenannte Kürassier-Brigade zusammen und verwendete:
- für die 1. Eskadron die verbliebenen Teile des Regiments Gens d’armes
- für die 2. Eskadron die verbliebenen Teile des Leib-Kürassier- und des Leib-Karabinier-Regiments
- für die 3. Eskadron die verbliebenen Teile des Kürassierregiments „von Beeren“
- für die 4. Eskadron die verbliebenen Teile der Kürassierregimenter „von Quitzow“ und „von Reitzenstein“.

Im Jahre 1808 erhielt der neugebildete Verband die Bezeichnung Brandenburgisches Kürassier-Regiment und wurde in Labiau und Insterburg stationiert.
Im Jahre 1809 verlegte das Regiment in die Markgrafschaft Brandenburg und wurde eskadronsweise in Spandau, Nauen, Oranienburg, Wusterhausen und Rathenow untergebracht. 1850 wechselte das Regiment in seine endgültige Garnison nach Brandenburg an der Havel.
Im Laufe der Zeit wechselte das Regiment mehrfach seinen Namen:
- am 5. November 1816 in 3. Kürassier-Regiment (Brandenburgisches)
- am 27. Mai 1819 in 6. Kürassier-Regiment (Brandenburgisches) „Großfürst Nikolaus“
- am 18. Januar 1826 in 6. Kürassier-Regiment (genannt Kaiser von Russland)
- am 18. März 1855 in 6. Kürassier-Regiment (Kaiser Nikolaus I. von Russland)
- am 4. Juli 1860 in Brandenburgisches Kürassier-Regiment (Kaiser Nikolaus I. von Russland)
- am 27. Januar 1889 in Kürassier-Regiment „Kaiser Nikolaus I. von Russland“ (Brandenburgisches) Nr. 6

### Befreiungskriege
In den Befreiungskriegen war der Verband an der Schlacht bei Großgörschen am 2. Mai 1813 beteiligt und kämpfte später im Korps des Generalfeldmarschalls Blücher in Frankreich. Am 13. Oktober 1813 nahm das Regiment am Reitergefecht von Liebertwolkwitz teil, wobei der Leutnant Leopold Freiherr von Gillern (vormals Gens d’armes) aus diesem Regiment das Gefecht mit seinem Zug eröffnete.

### Deutsch-Dänischer Krieg
Im Krieg gegen Dänemark 1864 wurde das Regiment mobilisiert und im Patrouillen- und Ordnungsdienst eingesetzt.

### Deutscher Krieg
Im Krieg gegen Österreich marschierte das Regiment 1866 in Böhmen ein und nahm an der Schlacht bei Königgrätz teil. 

### Deutsch-Französischer Krieg
Im Krieg gegen Frankreich 1870/71 kämpfte das Regiment zunächst bei Spichern und am 16. August 1870 in der Schlacht von Mars-la-Tour. Hierbei musste die deutsche Kavallerie mehrfach zur Entlastung der Infanterie in die Schlacht eingreifen. Es war hier auch die Kavallerie, die den ersten Angriff gegen die Rheinarmee ausführte, und damit die Schlacht begann. Das Kürassier-Regiment nahm in dieser Schlacht auch noch am letzten Angriff in der Abenddämmerung teil, in dem eine Anhöhe südlich von Rezonville endgültig erobert wurde. Das Regiment nahm danach noch an der Schlacht bei Gravelotte teil, die zur endgültigen Einschließung der französischen Armee in Metz führte. 
Im September und Oktober waren die Kürassiere an der Belagerung von Paris beteiligt und leisteten ab Ende November 1870 Aufklärungsdienst gegen die französische Loirearmee. Hierbei führte sie der Krieg über Orléans bis zur Entscheidenden Schlacht von Le Mans. Es war im Dezember 1870 und Januar 1871 insbesondere die deutsche Kavallerie, die in vielen kleinen Treffen gegen versprengte französische Verbände und Francs-tireurs kämpfen musste. In diesen Kämpfen mussten die einzelnen Eskadrons des Regiments oftmals selbstständig operieren und waren entsprechend in den Gefechten auf sich allein gestellt. 
Nach dem Waffenstillstand wurde das Regiment der Besatzungstruppe zugeteilt und kehrte erst am 6. März 1873 in seine Friedensgarnison zurück.

### Erster Weltkrieg
Zu Beginn des Ersten Weltkriegs nahm das Regiment am Einmarsch in das neutrale Belgien teil und kämpfte bei Lüttich und Namur. Anschließend folgte die Teilnahme an der Marneschlacht sowie der Rückzug hinter die Aisne. Ab Herbst 1914 Verlegung an die Ostfront mit kavalleristischen Einsätzen in Russisch-Polen und Russland bis zum Sommer 1915. Danach Teilung in 1. und 2. Halb-Regiment.
1. Halb-Regiment (1. und 2. Eskadron): Es befand sich bis zum Kriegsende im Osten und wurde in Serbien, Litauen, Kurland und gegen die Kerenski-Offensive eingesetzt. 1918 kämpfte es noch gegen bolschewistische Verbände.
2. Halb-Regiment (3. und 4. Eskadron): Im Sommer 1915 erfolgte die Verlegung in den Westen. Nach Abgabe der Pferde kämpften die ehemaligen Kavalleristen in der Schlacht um Verdun sowie im Verband der 7. Kavallerie-Schützendivision im Stellungskrieg und bis November 1918 in den Abwehrschlachten in Nordfrankreich.

### Verbleib
Nach Kriegsende trafen die Eskadronen bis Dezember 1918 einzeln in Brandenburg ein, wo das Regiment demobilisiert und schließlich aufgelöst wurde. Im Januar 1919 begann man aus den Resten zwei Freiwilligen-Eskadronen aufzustellen, die im „Grenzschutz Ost“ an den Kämpfen gegen die polnischen Insurgenten teilnahmen. Nach ihrer Rückkehr im Januar 1920 wurden sie zu einer Eskadron vereinigt und ging in das Reichswehr-Kavallerie-Regiments 103 der Vorläufigen Reichswehr auf.
Die Tradition übernahm in der Reichswehr durch Erlass des Chefs der Heeresleitung General der Infanterie Hans von Seeckt vom 24. August 1921 die 1. Eskadron des 3. (Preußisches) Reiter-Regiments in Rathenow.

## Kommandeure
| Dienstgrad                  | Name                                 | Datum                                                                |
| --------------------------- | ------------------------------------ | -------------------------------------------------------------------- |
| Major                       | Karl Ludwig von Kunow                | 16. Oktober 1807 bis 13. April 1809                                  |
| Major/Oberstleutnant/Oberst | Friedrich Adolf Ludwig von Bismarck  | 29. April 1809 bis 4. Dezember 1811                                  |
| Major/Oberstleutnant/Oberst | Georg Leopold Gustav August von Hake | 04. Dezember 1811 bis 18. März 1815                                  |
| Oberstleutnant/Oberst       | Karl Georg von Loebell               | 17. Mai 1815 bis 7. November 1816                                    |
| Oberstleutnant              | Wilhelm Ludwig von Zollikofer        | 10. Dezember 1816 bis 3. September 1830                              |
| Oberstleutnant              | Joachim Gottfried von Brandenstein   | 04. September 1830 bis 9. Februar 1832 (mit der Führung beauftragt)  |
| Oberstleutnant/Oberst       | Joachim Gottfried von Brandenstein   | 10. Februar 1832 bis 7. März 1836                                    |
| Major                       | Hans Ludwig von Hanneken             | 30. März 1836 bis 13. Januar 1837 (mit der Führung beauftragt)       |
| Major/Oberstleutnant/Oberst | Hans Ludwig von Hanneken             | 14. Januar 1837 bis 15. Mai 1844                                     |
| Major                       | Wilhelm Ferdinand von Berg           | 16. Mai 1844 bis 13. Januar 1845 (mit der Führung beauftragt)        |
| Major/Oberstleutnant/Oberst | Wilhelm Ferdinand von Berg           | 14. Januar 1845 bis 10. März 1852                                    |
| Oberst                      | Ferdinand von Schlippenbach          | 11. März 1852 bis 12. Juli 1854                                      |
| Oberstleutnant              | Karl Georg von Hanneken              | 13. Juli 1854 bis 13. Juni 1859                                      |
| Major/Oberstleutnant        | Wilhelm zu Mecklenburg               | 14. Juni 1859 bis 11. Mai 1860 (mit der Führung beauftragt)          |
| Oberstleutnant/Oberst       | Wilhelm zu Mecklenburg               | 12. Mai 1860 bis 24. Juni 1864                                       |
| Oberstleutnant/Oberst       | Alfred Bonaventura von Rauch         | 25. Juni 1864 bis 17. Juni 1869                                      |
| Major                       | Hermann Albert zu Lynar              | 18. Juni bis 20. Oktober 1869 (mit der Führung beauftragt)           |
| Major/Oberstleutnant        | Hermann Albert zu Lynar              | 21. Oktober 1869 bis 23. Juni 1871                                   |
| Oberstleutnant              | Eugen von Ostau                      | 26. August 1871 bis 11. Dezember 1872                                |
| Major/Oberstleutnant        | Friedrich von Möllendorff            | 12. Dezember 1872 bis 1. September 1873 (mit der Führung beauftragt) |
| Oberstleutnant/Oberst       | Friedrich von Möllendorff            | 02. September 1873 bis 14. November 1881                             |
| Oberstleutnant              | Emmo von Buddenbrock-Hettersdorf     | 15. November 1881 bis 11. Februar 1884                               |
| Major                       | Friedrich von Maltzan                | 12. Februar bis 5. August 1884 (mit der Führung beauftragt)          |
| Major/Oberstleutnant/Oberst | Friedrich von Maltzan                | 06. August 1884 bis 1. April 1889                                    |
| Oberstleutnant/Oberst       | Bernhard von Bredow                  | 02. April 1889 bis 19. Mai 1893                                      |
| Oberstleutnant/Oberst       | Egbert Hoyer von der Asseburg        | 20. Mai 1893 bis 26. Januar 1897                                     |
| Oberstleutnant              | Paul von Toll                        | 27. Januar 1897 bis 15. Februar 1901                                 |
| Oberstleutnant              | Paul von Seeler                      | 16. Februar 1901 bis 21. April 1902                                  |
| Oberstleutnant/Oberst       | Karl von Schwerin                    | 22. April 1902 bis 21. Mai 1907                                      |
| Oberstleutnant/Oberst       | Ernst von Schimmelmann               | 22. Mai 1907 bis 13. März 1912                                       |
| Oberstleutnant/Oberst       | Alexander von Poten                  | 14. März 1912 bis 19. Februar 1917                                   |
| Major                       | Peter Yorck von Wartemburg           | 20. Februar 1917 bis 2. August 1918                                  |
| Major                       | Hans von Einem                       | 03. August 1918 bis 14. Februar 1919                                 |
| Major                       | Hans von Viereck                     | 15. Februar bis 30. September 1919                                   |

## Uniform

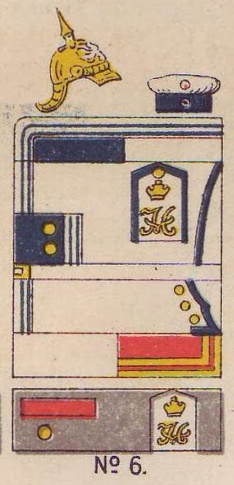
Farbschema der Uniform des Kürassier-Regiments Nr. 6 (1890)

Bis 1912 wurde auch im Felde ein weißer Koller und weiße Stiefelhosen getragen. Offiziere trugen zur Parade Epauletten, Unteroffiziere und Mannschaften waren auch hier nur mit Schulterklappen ausgestattet. Auf beiden befand sich ein kyrillisches N (für Nikolai), darüber die stilisierte Zarenkrone. Dazu kamen schwarze Kürassierstiefel (sogenannte Kanonenstiefel) und der Kürassierhelm aus poliertem Metall mit Verzierungen aus Messing, sowie ein weißes Bandelier mit schwarzer Kartusche. Die Abzeichenfarbe des Koller war russisch-blau. Bei Paraden wurde zusätzlich ein weißmetallener, zweiteiliger Küraß angelegt. Zum normalen Dienst trugen die Kürassiere einen dunkelblauer Waffenrock. Als Gesellschaftsuniform war dieser bei Offizieren mit Epauletten und Fransen ausgestattet. Dazu gehörte eine weiße Schirmmütze mit russischblauem Besatzstreifen.
Tressen, Knöpfe und Kollerborte waren goldfarbig. Zur Friedensuniform führten die Unteroffiziere und Mannschaften eine Stahlrohrlanze mit schwarz-weißer Lanzenflagge.
Bereits mit A.K.O. vom 14. Februar 1907 befohlen und ab 1909/10 schrittweise eingeführt, wurde anlässlich des Kaisermanövers 1913 die bunte Uniform erstmals durch die feldgraue Felddienstuniform (M 1910) ersetzt. Diese glich vollkommen der Friedensuniform. Das Lederzeug und die Stiefel waren naturbraun, der Helm wurde durch einen schilffarbig genannten Stoffüberzug bedeckt. Das Bandelier und die Kartusche wurden zu dieser Uniform nicht mehr angelegt.